# Kondenzacija
Kondenzacija (kasnolat. condensatio: zgušnjavanje; zbijanje) u fizici predstavlja prijelaz tvari iz plinovitog u tekuće agregatno stanje, pojava suprotna isparavanju. Tako nastala tekućina naziva se kondenzat. Kondenzaciju olakšavaju čestice prašine i ioni, koji djeluju kao središta ili jezgre kondenzacije.

## Kondenzacija vode u atmosferi
U meteorologiji, kondenzacija vode u atmosferi je pojava koja nastaje kada se povećanjem količine vodene pare u atmosferi postigne zasićeno stanje, pa se ona kondenzira, ali samo ako postoji pogodna površina za kondenzaciju. U laboratorijskim uvjetima bez pogodne površine za kondenzaciju postignuta je relativna vlažnost zraka i 500 %, a kondenzacija nije nastupila. Površina za kondenzaciju može biti velika, ili pak mikroskopski malena. Početak kondenzacije naziva se nukleacija, a čestice na kojima kondenzacija započinje jezgre kondenzacije. Ako do kondenzacije dolazi u atmosferi, na površini vodene kapljice, riječ je o homogenoj nukleaciji, dok heterogena nukleacija nastaje na površini drugih čestica. Praktički je u atmosferi važna samo heterogena nukleacija. Najvažnije su jezgre kondenzacije sićušne čestice različitih soli, koje dolaze u atmosferu isparavanjem morske vode, i čestice nastale izgaranjem, kao na primjer oksidi sumpora i dušika. Te su čestice vrlo malene (promjer im je često manji od desetinke mikrometra), ali su vrlo higroskopne, pa se na njima hvataju prvi kondenzati. Zbog njih vodena para može u atmosferi biti tek neznatno prezasićena, tj. relativna vlažnost može dosegnuti tek koju desetinku postotka više od 100 %. U atmosferi se jezgare kondenzacije nalaze posvuda: više ih je u industrijskim središtima (do nekoliko milijuna u 1 cm³ zraka), manje u rijetko naseljenim područjima (desetak tisuća u 1 cm³ zraka).
Vodena se para kondenzira na jezgrama kondenzacije čim se atmosfera ohladi ispod rosišta, što se događa dodirom zraka s hladnijim tijelom, dinamičkim hlađenjem zraka zbog sniženja tlaka, hlađenjem zbog miješanja sa zrakom niže temperature, hlađenjem zbog zračenja. Prvim procesom nastaju na tlu rosa i mraz. Dinamičkim hlađenjem i hlađenjem zbog miješanja sa zrakom niže temperature nastaju oblaci i magla, a hlađenjem zbog zračenja nastaje radijacijska magla. Dinamičko hlađenje nastaje dizanjem zraka na atmosferskim frontama, u konvekcijskim oblacima i prilikom prijelaza zračnih struja preko planina. U atmosferi s malom količinom vodene pare kondenzacija nastaje i na temperaturama nižima od ledišta; do temperature –10 °C kondenzacija se pretežno pojavljuje u obliku pothlađenih kapljica. Da bi sublimacijom nastali ledeni kristalići, potrebne su posebne jezgre sublimacije.

### Rosište
Rosište je temperatura pri kojoj zrak, uz nepromijenjeni tlak i nepromijenjenu količinu vodene pare, postaje zasićen vodenom parom. Hlađenjem zraka ispod rosišta višak vodene pare u zraku prelazi u tekuće ili čvrsto agregatno stanje (rosa ili mraz), što ovisi o temperaturi zraka. S obzirom na to da su promjene tlaka zraka uz tlo relativno male, rosište je dobar pokazatelj stvarnoga udjela vodene pare: visoke vrijednosti rosišta znače visok udjel vlage u zraku. Rosište se najčešće određuje psihrometrom.

### Rosa
Rosa je oborina u obliku vodenih kapljica koje nastaju izravno iz vodene pare, na ohlađenu tlu i predmetima blizu tla, kada temperatura zraka padne ispod rosišta. Nastaje u predvečerje i noću, za vedra i mirna vremena, kada tlo isijavanjem gubi toplinu, a nestaje nakon izlaska Sunca.

### Mraz
Mraz su kristalići leda koji se u obliku ljusaka, iglica, pera ili lepeza hvataju na izloženim površinama za vedrih noći bez vjetra pri temperaturi zraka nižoj od 0 °C. Nastaju izravnim prijelazom vodene pare iz sloja zraka neposredno iznad površine tla u led (depozicijom). Mraz se u nekim dijelovima Hrvatske naziva slana. Slična pojava je inje.

### Oblaci
Oblaci su vidljive nakupine vodenih kapljica, ledenih kristala ili smjese kapljica i kristala, koje lebde u atmosferi. Nastaju kad se zrak zasiti vodenom parom, što se može dogoditi zbog povećanja količine vodene pare u zraku ili zbog smanjenja temperature zraka ispod temperature rosišta. U oblacima se mogu nalaziti i veće čestice leda, pa i čestice koje potječu od onečišćenja što ga stvaraju industrija i promet (aerosoli). Promjer je vodenih kapljica nekoliko mikrometara, a ledenih kristala od nekoliko desetaka mikrometara do nekoliko milimetara. Oblaci se razlikuju od magle po tome što se nalaze visoko iznad tla. Važna je njihova uloga u energetskom stanju atmosfere: raspršuju, apsorbiraju i reemitiraju toplinsko zračenje sa Zemlje i Sunca i tako onemogućavaju naglo zagrijavanje ili hlađenje tla i zraka, kondenzacijom vodene pare oslobađaju latentnu toplinu, a oborinskim procesima vraćaju vodu na tlo. Konvektivni oblaci (kumulus, kumulonimbus i altokumulus castellanus) nastaju kada se okomitim strujanjem podiže topliji vlažni zrak u više i hladnije dijelove atmosfere gdje se vodena para kondenzira.

## Toplina kondenzacije
Kod proučavanja vodene pare, poznato je da plinovito tijelo može kondenzirati samo ako dođe u stanje suho zasićene pare. Ohlađivanje suho zasićene pare obično se provodi takozvanim protustrujanjem. Kroz širu cijev struji hladna voda u smjeru, protivnom smjeru strujanja pare u unutarnjoj cijevi. Pri takvom se strujanju postizava da se uvijek najhladnija para sastaje s najhladnijom vodom. Zbog takvog ohlađivanja dolazi do kondenzacije pare. Pri kondenzaciji se oslobađa ona toplina koju je para primila prilikom isparavanja tekućine. Ta se oslobođena toplina zove toplina kondenzacije. Toplina kondenzacije je prema tome jednaka toplini isparavanja.

## Primjena kondenzacije

### Parni kondenzator
Parni kondenzator je izmjenjivač topline u kojem se para nekog medija hlađenjem i odvođenjem topline isparavanja, prevodi u kapljevito stanje (kondenzacija). Primjenjuje se u procesnoj industriji, gdje na primjer služi za kondenziranje pare otapala ili destilata, kod kondenzacijskih parnih turbina, u rashladnim uređajima i slično. Toplina se obično odvodi rashladnom vodom ili zrakom. Osnovne su izvedbe: površinski kondenzator, gdje su rashladni i kondenzirajući mediji razdvojeni stijenkom, i kondenzator miješanja, u kojem se izmjena topline ostvaruje njihovim izravnim dodirom, pa kondenzat izlazi iz kondenzatora pomiješan s rashladnim medijem.

### Psihrometrija
Psihrometrija je pojam koji opisuje polje tehnike koje proučava odredivanje fizičkih i termodinamičkih svojstava smjese zraka i vodene pare. Riječ dolazi od grčkih riječi psihron, što znači hladno i riječi metron, što znači mjerenje. Zrak je smjesa plinova i vodene pare. Udio ili količina pojedinih plinova u zraku je praktički konstantan, dok se udio vodene pare u zraku mijenja. Za proučavanje kondicioniranja zraka, pogodno je sve plinove u zraku smatrati jednom komponentom, a vodenu paru kao promjenjivu veličinu – drugom komponentom. Prvu komponentu (smjesa plinova u zraku) zovemo suhi zrak, a drugu, koja se nalazi u parnom stanju je vodena para. Zrak u kojem ima vodene pare zovemo vlažni zrak ili samo zrak. Iako psihrometriju možemo primijeniti za bilo koji sustav koji ima smjesu plina i pare, najviše se proučava smjesa zraka i vodene pare, i to za grijanje, ventilaciju i klimatizaciju, te za meteorologiju. Osjet ugode nije samo rezultat temperature i zraka koji nas okružuje, nego ovisi i o vlažnosti zraka, jer se hladimo znojenjem.

### Destilacija kapljevina
Destilacija kapljevina je separacijski postupak kojim se isparavanjem, a zatim ukapljivanjem (kondenziranjem) pročišćavaju kapljevine (na primjer destilacija vode) ili razdvajaju sastojci smjese kapljevina (npr. destilacija nafte). Široka laboratorijska i industrijska primjena destilacije uvjetovala je razvoj različitih postupaka i destilacijskih uređaja, od laboratorijskih staklenih aparatura do industrijskih metalnih izvedbi, s kolonama kojima se promjer mjeri metrima, a visina desetcima metara. Destilirati se može pri povišenom, atmosferskom ili sniženom tlaku, prekidano (diskontinuirano, šaržno) ili neprekidano (kontinuirano), s pretokom (refluksom, flegmom – povratnim tokom dijela kondenzirane pare koji teče od vrha kolone prema dnu) ili bez pretoka.

### Maglena komora
Wilsonova komora (po škotskom fizičaru Charlesu Thomsonu Reesu Wilsonu) je prvi uređaj kojim se mogla opaziti staza nabijenih čestica, posebno alfa čestica i elektrona emitiranih iz radioaktivnih materijala. U osnovi je to posuda ispunjena smjesom zraka i vodene pare, u kojoj se brzim povećanjem njezina obujma s pomoću pokretne membrane i klipa, zbog pada tlaka i temperature, postiže prezasićenost zraka vodenom parom, pri čem dolazi do kondenzacije vodene pare duž staze nabijene čestice. Prolaskom kroz komoru, nabijena čestica izaziva ionizaciju molekula zraka, koje tako postaju središta kondenzacije. Na tom osnovnom načelu razvijena je maglena komora i komora na mjehuriće.

### Toplinski most
Toplinski most je manje područje u ovojnici zgrade (obično fasada), kroz koje je toplinski tok povećan radi promjene materijala, debljine ili geometrije građevnog dijela. Postavljanjem izolacije na ovojnici kuće (zidovi, krov, pod) izolira se i većina toplinskih mostova. Izolacijom toplinskih mostova izbjegava se i kondenzacija na pojedinim dijelovima konstrukcije.